# Some Hearts
Some Hearts (ang. Trochę serc) – debiutancki album amerykańskiej wokalistki country Carrie Underwood. Album został wydany jedynie w USA i Kanadzie 15 listopada 2005.
Sprzedano 7 milionów egzemplarzy tego albumu (otrzymał siedmiokrotny tytuł platynowej płyty).

## Lista utworów
1. "Wasted" (Troy Verges, Marv Green, Hillary Lindsey) – 4:34
2. "Don't Forget to Remember Me" (Morgane Hayes, Kelley Lovelace, Ashley Gorley) – 4:00
3. "Some Hearts" (Diane Warren) – 3:48
4. "Jesus, Take the Wheel" (Brett James, Hillary Lindsey, Gordie Sampson) – 3:46
5. "The Night Before (Life Goes On)" (Wendell Mobley, Neil Thrasher, Jimmy Olander) – 3:54
6. "Lessons Learned" (Diane Warren) – 4:09
7. "Before He Cheats" (Chris Tompkins, Josh Kear) – 3:19
8. "Starts with Goodbye" (Angelo, Hillary Lindsey) – 4:06
9. "I Just Can't Live a Lie" (Steve Robson, Wayne Hector) – 3:59
10. "We're Young and Beautiful" (Rivers Rutherford, Steve McEwan) – 3:53
11. "That's Where It Is" (Melissa Peirce, Steve Robson, Greg Becker) – 3:35
12. "Whenever You Remember" (Diane Warren) – 3:47
13. "I Ain't in Checotah Anymore" (Carrie Underwood, Trey Bruce, Angelo) – 3:21
14. "Inside Your Heaven" (Andreas Carlsson, Pelle Nyhlén, Savan Kotecha) – 3:45 (utwór dodatkowy)

## Single
| Rok  | Singiel                       |
| ---- | ----------------------------- |
| 2005 | "Inside Your Heaven"          |
| 2005 | "Jesus, Take the Wheel"       |
| 2005 | "Some Hearts"                 |
| 2006 | "Don't Forget to Remember Me" |
| 2006 | "Before He Cheats"            |
| 2007 | "Wasted"                      |

## Daty kolejnych przyznań tytułu platynowej płyty
1. 9 grudnia 2005 - Platinum
2. 6 stycznia 2006 - 2x Platinum
3. 28 kwietnia 2006 - 3x Platinum
4. 6 listopada 2006 - 4x Platinum
5. 10 stycznia 2007 - 5x Platinum
6. 10 maja 2007 - 6x Platinum
7. 6 lutego 2008 - 7x Platinum